# 간메라 슈토
간메라 슈토(일본어: 上米良 柊人, 1996년 7월 2일~)는 일본의 축구 선수이다.

## 구단 경력
그는 2019년 J3리그의 SC 사가미하라에 입단했다. 2020년까지 37경기에 출전하여, 5득점을 넣었다. 2020년 9월 AC 나가노 파르세이루로 이적했다. 2021년까지 19경기에 출전하여, 3득점을 넣었다.